# 10221 Kubrick
10221 Kubrick (1997 UM9) là một tiểu hành tinh vành đai chính được phát hiện ngày 28 tháng 10 năm 1997 bởi P. Pravec ở Ondrejov. Nó được đặt theo tên American filmmaker Stanley Kubrick.